# Mon fils à moi
Cet article possède un paronyme, voir Mon fils à moi !.
Pour plus de détails, voir Fiche technique et Distribution.
Mon fils à moi est un film français de Martial Fougeron, sorti le 7 mars 2007.

## Synopsis
Une mère de famille (Nathalie Baye) entretient des relations totalement passionnelles avec son fils de treize ans (Victor Sévaux), rejetant dans l'ombre son mari (Olivier Gourmet) et sa fille. Dans le silence du père, va se nouer un drame autour duquel s'articule le film.

## Fiche technique
- Réalisation : Martial Fougeron
- Scénario : Martial Fougeron, Florience Eliakim
- Photo : Yórgos Arvanítis
- Montage :Laurence Briaud
- Son : Olivier Le Vacon
- Musique : Frédéric Fortuny, Fabrice Dumont,  Christian Quermalet
- Costume : Nathalie Raoul
- décors : Eric Barboza
- Pays :  Belgique et  France
- Genre : drame
- Durée : 79 minutes
- Dates de sortie : 
  - Espagne : 25 septembre 2006 (festival international du film de Saint-Sébastien)
  - France : 7 mars 2007

## Distribution
- Nathalie Baye: la mère
- Olivier Gourmet: le père
- Victor Sévaux: Julien
- Marie Kremer: la sœur
- Valentine Stach : Alice
- Emmanuelle Riva: la grand-mère

## Distinctions
- Festival de Saint-Sébastien 2006 : 
  - Coquille d'or du meilleur film
  - Coquille d'argent de la meilleure actrice pour Nathalie Baye